# Kumiho
Eine Kumiho (wörtlich: neunschwänziger Fuchs) ist eine koreanische Sagengestalt. Sie ist eine Variante des chinesischen Húli jīng (chin. 狐狸精) und des japanischen Kitsune. Meistens ist sie weiblich und bösartig. Während die anderen Fuchsgeister bisweilen succubushafte Züge aufweisen, ist die Kumiho oftmals eine Menschenfresserin, zugleich auch eine Verführerin. Dem Volksglauben nach benötigt sie eine bestimmte Anzahl menschlicher Herzen oder Lebern, um eine menschliche Seele zu erlangen. Dies ist jedoch nicht die originale Sichtweise, sondern durch den im Hinduismus und Buddhismus bekannten Dâkinîs Indiens. Die ursprüngliche Darstellung ist beinahe identisch mit dem japanischen Kitsune.
Eine Reihe von Kumiho-Geschichten finden sich in 한국 구비문학 대계 (Kompendium Koreanischer Oralliteratur). Sehr berühmt ist das Märchen „Die Fuchsschwester“.